# Cesty formana Šejtročka
Cesty formana Šejtročka je český animovaný televizní seriál z roku 1993 vysílaný v rámci Večerníčku. Autorem knižní předlohy byl spisovatel Václav Čtvrtek. Seriál nakreslil a scenáristicky připravil Zdeněk Miler, za kamerou stáli Zdeněk Kovář a Dana Olejníčková. Hudbu k seriálu složil Jaroslav Krček. Režie se ujala Nataša Boháčková. Pohádky namluvil Josef Somr. Bylo natočeno 7 dílů po 8 minutách.
Příběh svérázného formana Šejtročka, který se potkává nejen s obyvateli města Jičína, ale i s pohádkovými postavami.

## Seznam dílů
1. Jak se Šejtroček stal formanem – 28. prosince 1993
2. Jak Šejtroček vezl do Hradce mouku dvounulku – 29. prosince 1993
3. Jak vezl sám sebe na svatbu – 30. prosince 1993
4. Jak vezl třikrát krajcnakrajc pálený džbánek – 31. prosince 1993
5. Jak vezl do Jičína ohnivého muže – 1. ledna 1994
6. Jak vezl pro starostu trám – 2. ledna 1994
7. Jak zahrál sedmi loupežníkům – 3. ledna 1994